# Albert Hassler
Albert Hassler (ur. 2 listopada 1903 w Chamonix, zm. 22 września 1994 w Plaisir) – francuski łyżwiarz szybki i hokeista, olimpijczyk.
Zdobył srebrny medal na mistrzostwach Europy w hokeju w 1923, a rok później sięgnął z drużyną po złoto.

## Występy na IO[4]
| Rok  | Igrzyska Olimpijskie   | Konkurencja                    | Miejsce |
| ---- | ---------------------- | ------------------------------ | ------- |
| 1924 | Chamonix               | Łyżwiarstwo szybkie - 500 m.   | 18.     |
| 1924 | Chamonix               | Łyżwiarstwo szybkie - wielobój | DNS     |
| 1924 | Chamonix               | Hokej na lodzie                | 5T.     |
| 1928 | Sankt Moritz           | Hokej na lodzie                | 8T.     |
| 1936 | Garmisch-Partenkirchen | Hokej na lodzie                | 9T.     |

## Rekordy życiowe
- 500 m. - 48.6 (1926)
- 1500 m. - 2:37.4 (1927)
- 5 000 m. - 9:28.6 (1927)
- 10 000 m. - 19:10.8 (1927)[4]

## Upamiętnienie
W ramach francuskich rozgrywek hokeja na lodzie Ligue Magnus została ustanowiona nagroda „Trofeum Alberta Hasslera”, przyznawana zawodnikowi, który uzyskuje najwięcej punktów w klasyfikacji kanadyjskiej w sezonie zasadniczym każdej edycji ligi.